# ميتال غير سرفايف
ميتال غير سرفايف (بالإنجليزية: Metal Gear Survive)‏، هي لعبة فيديو من تصنيف البقاء، سوف تصدر اللعبة في شهر فبراير 2018، وهي من تطوير ونشر شركة كونامي اليابانية، وتعمل لمنصة بلاي ستيشن 4 ومايكروسوفت ويندوز، وهي مكمِّلة للعبة ميتال غير سوليد 5: ذا فانتوم بين، يواجه بطل اللعبة الزومبيين في منطقة صحراوية معزولة.

## المواقع الخارجية
- ميتال غير سرفايف على موقع IMDb (الإنجليزية)

- الموقع الرسمي
 (الإنكليزية)